# Puig Sec (l'Esquirol)
El Puig Sec és una muntanya de 1.010 metres que es troba al municipi de l'Esquirol, a la comarca d'Osona.